# Собор Казанских святых
Собор Казанских святых — праздник Русской православной церкви. Празднуется 4 (17) октября. Установлен в 1984 году по инициативе епископа Казанского и Марийского Пантелеимона (Митрюковского). Совершается в день праздника обретения мощей святителей Гурия и Варсонофия.

## Казанские святые общероссийского почитания
XIII век
- св.мч. Авраамий Болгарский †1229
- св. блгв. кн Феодор †1299

XIV век
- св. блгв. кн Константин
- св. блгв. кн Давид †1321
- св. мч. Феодор Философ Болгарский †1323

XVI век
- св.мч. Иоанн Казанский †1529
- св.мч. Петр Казанский †1552
- св. мч. Стефан Казанский †1552
- св.мч. Борис (Салтыков) †XVI
- св.мч. Иаков (Евстафьев) †XVI
- св.мч. Феодор (Чуркин) †XVI
- св.мч. Сильван (Васильев) †XVI
- св.мч. Феодор (Баклановский) †XVI
- св.мч. Василий (Константинов) † 1552-53
- св.мч. Феодор (Константинов) †XVI
- св.мч. Димитрий (Константинов) †XVI
- св.мч. Михаил (Кузьминский) †XVI
- св.мч. Иоанн (Мохнев) †XVI
- св.мч. Василий (Федоров) †XVI
- свт. Гурий архиеп. Казанский и Свияжский †1563
- прп. Иона Казанский, в миру боярин Иоанн Застольский †после 1563
- прп. Нектарий Казанский, в миру боярин Нестор Застольский †после 1563
- свщмч. Герман архиеп. Казанский и Свияжский †1567
- свт. Варсонофий еп. Тверской, Казанский чудотворец †1567

XVII век
- свт. Гермоген, патриарх Московский †1612

XX век
- сщмч. Кирилл (Смирнов) митр. Казанский †1937
- сщмч. Иоасаф (Удалов), епископ Чистопольский †1937
- сщмч. Амвросий еп. Свияжский †1918
- Преподобномученики Зилантовы:

- архим. Сергий (Зайцев) †1918
- иером. Лаврентий (Никитин) †1918
- иером. Серафим (Кузьмин) †1918
- иеродиак. Феодосий (Александров) †1918
- мон. Леонтий (Каргин) †1918
- мон. Стефан †1918
- посл. Георгий (Тимофеев) †1918
- посл. Сергий (Галин) †1918
- посл. Илларион (Правдин) †1918
- посл. Иоанн (Сретенский) †1918

- Новые Преподобномученики Раифские:

- иером. Иосиф (Гаврилов) †1930
- иером. Сергий (Гуськов) †1930
- иером. Антоний (Чирков) †1930
- иером. Варлаам (Похилюк) †1930
- иером. Иов (Протопопов) †1930
- посл. Петр (Тупицын) †1930

- прпмчц. Маргарита, настоятельница Мензелинского женского монастыря св. Пророка Илии †1918
- Приходские священники:

- сщмч. иер. Димитрий Шишокин, настоятель Троицкой церкви при губернской тюрьме †1918
- сщмч. иер. Филарет Великанов, эконом Михаило-Архангельской академической церкви Казанской Духовной Академии †1918
- сщмч. иер. Даниил Дымов, священник церкви села Верхний Услон †1918
- сщмч. иер. Феодор Гидаспов, настоятель Пятницкой церкви г. Казани, законоучитель Пятницкой церковно-приходской школы †1918
- сщмч. иер. Владимир Фиалковский, протоиерей Тихвинской церкви в Вознесенском †1934?
- сщмч. иер. Иоанн Богоявленский, священник Макариевской церкви г. Казани †1918
- сщмч. иер. Константин Далматов, протоиерей Софийской церкви †1918
- сщмч. иер. Василий Львович Агатицкий, священник Троицкого собора г. Тетюш †1918
- сщмч. иер. Леонид Евстафьевич Скворцов, священник Софийского собора г. Лаишева †1918
- сщмч. иер. Константин Сергеев, священник села Кутуш Чистопольского уезда †1918
- сщмч. иер. Василий Афанасьевич Лузин, священник села Абдей. Убит вместе со священником Николаем Приклонским †1918
- сщмч. иер. Николай Неофитович Приклонский, священник села Абдей †1918
- сщмч. иер. Леонид Поликарпов, священник из Мамадышского уезда †1918
- сщмч. иер. Михаил Николаевич Мансуров, протоиерей села Кукмор Мамадышского уезда †1918
- сщмч. иер. Андрей Брагин, священник села Чирки-Бебкеевы Тетюшского уезда†1918
- сщмч. иер. Александр Миропольский †1918
- сщмч. иер. Павел Михайлович Михайлов, священник Мамадышского Троицкого собора †13 марта 1919
- сщмч. иер. Михаил Вотяков, настоятель Свято-Троицкой церкви села Чистопольские Выселки †1931
- сщмч. иер. Григорий Сербаринов, †1938

- мч. Александр Сергеевич Верижский, студент Казанской Духовной Академии †1918

## Местночтимые святые
XVII век
- свт. Ефрем, митрополит Казанский и Свияжский †1608

XX век
- прп. Гавриил (Зырянов) Седмиезерный †1915
- прп. Александр (Орудов) Седмиезерный †1961[6]

## Подвижники благочестия
XVI век
- игум. Мавра (дев. Матрона Даниловна Онучина)

XVII век
- свт. Епифаний Иерусалимский (Архиепископ Иерусалимский в Казани) †около 1606[7]
- ин. Анисия (Седмиезерная) (подвижница, упоминаемая еще в "Сказании..." XVII века.) †после 1644[8]
- ин. Евфимий Седмиезерный (осн. Седмиезерной пуст.) †1648
- игум. Филарет Раифский (осн. Раифской пустыни) †1665

XVIII век
- свт. Арсений Андрузский («Андружския епархии Пелопонскаго острова»)†1706
- архиеп. Вениамин (Пуцек-Григорович) Казанский и Свияжский †1785

XIX век
- архиепископ Антоний (Амфитеатров) Казанский и Свияжский, почётный член Петербургской академии наук †1879
- Ильминский, Николай Иванович, востоковед, педагог-миссионер, библеист, член-корреспондент Академии Наук. Известен как разработчик миссионерско-просветительской «системы Н. И. Ильминского» и «алфавита Н. И. Ильминского» †1891

XX век
- архиеп. Димитрий (Самбикин) Казанский и Свияжский †1908
- игуменья Ангелина, последняя настоятельница казанского Троице-Федоровского монастыря (Алексеева Анна Степановна, р.1884 — †21.12.1937)
- архиеп. Сергий (Королёв) Казанский и Чистопольский †1952
- иеросхим. Серафим (Кошурин) Седмиезерный †1969